# Reprezentacja Panamy w piłce wodnej mężczyzn
Reprezentacja Panamy w piłce wodnej mężczyzn – zespół, biorący udział w imieniu Panamy w meczach i sportowych imprezach międzynarodowych w piłce wodnej, powoływany przez selekcjonera, w którym mogą występować wyłącznie zawodnicy posiadający panamskie obywatelstwo. Za jej funkcjonowanie odpowiedzialny jest Panamski Związek Pływacki (FPN), który jest członkiem Międzynarodowej Federacji Pływackiej.

## Historia
Reprezentacja Panamy rozegrała swój pierwszy oficjalny mecz na igrzyskach Ameryki Środkowej i Karaibów.

## Udział w turniejach międzynarodowych

### Igrzyska olimpijskie
Reprezentacja Panamy żadnego razu nie występowała na Igrzyskach Olimpijskich.

### Mistrzostwa świata
Dotychczas reprezentacji Panamy żadnego razu nie udało się awansować do finałów MŚ.

### Puchar świata
Panama żadnego razu nie uczestniczyła w finałach Pucharu świata.

### Igrzyska Ameryki Środkowej i Karaibów
Panamskiej drużynie udało się zakwalifikować na Igrzyska Ameryki Środkowej i Karaibów.